# Marcelcave
Marcelcave is een gemeente in het Franse departement Somme (regio Hauts-de-France) en telt 989 inwoners (2005). De plaats maakt deel uit van het arrondissement Amiens.

## Geografie
De oppervlakte van Marcelcave bedraagt 12,6 km², de bevolkingsdichtheid is 78,5 inwoners per km².

## Verkeer en vervoer
In de gemeente ligt spoorwegstation Marcelcave.
De onderstaande kaart toont de ligging van Marcelcave met de belangrijkste infrastructuur en aangrenzende gemeenten.

## Demografie
Onderstaande figuur toont het verloop van het inwonertal (bron: INSEE-tellingen).